# Järvöfjärden
Järvöfjärden är en vik i Finland. Den ligger i kommunen Närpes i landskapet Österbotten, i den västra delen av landet, 300 km nordväst om huvudstaden Helsingfors.
Järvöfjärden ligger söder om Storskatan och skär in i landet i nordöstlig riktning mot byn Tjärlax. Den sträcker sig också söderut mellan Järvön och fastlandet ner till Eskö och Kaskö där den ansluter till Eskö sund och Kaskö sund. Det finns även förbindelse med Närpesfjärden mellan Kaskö och fastlandet. Genom Storskatdundet i nordväst har Järvöfjärden förbindelse med Gloppet.